# Dinky Toys
Dinky Toys va ser el nom de marca d'una gamma de models a escala fets mitjançant fosa d'aliatge de zinc de zamac, produïts per l'empresa britànica de joguines Meccano Ltd. Es van fer a Anglaterra entre 1935 i 1979, en una fàbrica de Binns Road a Liverpool per Meccano Ltd, fabricant dels Hornby Trains. Dinky Toys es trobava entre els vehicles de fosa a pressió més populars que s'han fet mai, anteriors a altres marques populars de fosa a pressió, com Corgi, Matchbox i Mattel's Hot Wheels.
Els vehicles comercialitzats amb el nom "Dinky" hi havia: cotxes, camions, avions, militars i vaixells.

## Origen del nom
Una història sobre l'origen del nom "Dinky" és que deriva d'un sobrenom que un amic va donar a la filla de Frank Hornby. Una altra versió és que quan una de les nores d'Hornby va veure per primera vegada les models, les va anomenar "dinky", una paraula escocesa que significava "neat" o "bell".

## Història

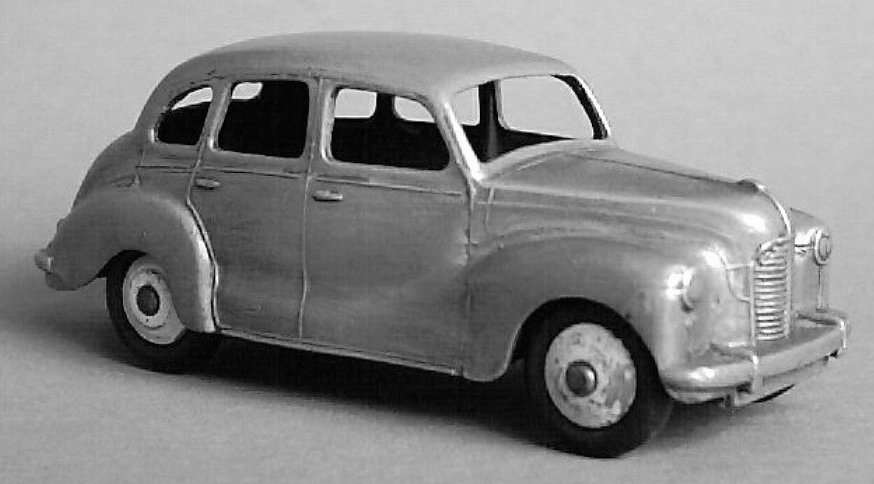
Dinky no. 152 Austin Devon Saloon.

Frank Hornby va establir Meccano Ltd. el 1908 per fabricar conjunts de construcció metàl·lica. L'empresa es va traslladar més tard als models de ferrocarril, amb els seus trens mecànics d'ample O apareixent el 1920.
A principis de la dècada de 1930, Meccano va fabricar molts tipus de cotxes de llauna i altres cotxes metàl·lics, com els seus vehicles de tres rodes Morgan i BSA, la majoria en forma de kit que es podien utilitzar de manera independent o combinats amb altres productes. L'any 1933, Meccano Ltd va emetre una sèrie d'accessoris de ferrocarril i de via per complementar els seus conjunts de ferrocarril model Hornby Trains d'ample O (1/45). Els accessoris es van anomenar per primera vegada "Hornby Modeled Miniatures", però en el número d'abril de 1934 de la revista Meccano, van rebre el nom de "Meccano Dinky Toys" per primera vegada. L'agost de 1935, el nom de Meccano va ser abandonat i la marca es va convertir en DINKY TOYS, que va durar fins a 1971. Al desembre de 1934, el nom Dinky també s'utilitzava per als conjunts "Dinky Builder", que eren peces metàl·liques planes de colors que es podien articular per fer edificis i vehicles.
El 1933 Meccano Ltd va llançar una sèrie de models i accessoris per a maquetes de ferrocarril a l'escala O de la línia " Hornby Trains ". Aquests accessoris es van anomenar inicialment "Hornby Modeled Miniatures", però al número d'abril de 1934 de la revista Meccano es van anomenar "Meccano Dinky Toys" per primera vegada.
El desembre de 1934, el nom "Dinky" també es va utilitzar per al conjunt "Dinky Builder" en què es podien unir i articular peces planes de metall de colors per construir mecanismes i vehicles. L'agost de 1935, el nom de Meccano va ser abandonat i la línia es va anomenar simplement "DINKY TOYS" fins a 1971.
Alguns vehicles més petits es van produir juntament amb els treballadors de la pista, els passatgers, el personal de l'estació i altres accessoris a escala O. Tots els primers cotxes eren representacions inexactes i tenien carrosseries i xassís de metall fos a pressió, i rodes amb pneumàtics de goma. A l'agost de 1935, hi havia al voltant de 200 productes diferents a la gamma Dinky Toys que incloïa vaixells, avions i trens petits de fosa a pressió. Els models de cotxes Dinky Toys estaven disponibles individualment en paquets comercials de sis cotxes per paquet. La majoria dels models no estaven disponibles en caixes individuals fins al 1952.
El nombre de vehicles comercials va augmentar amb la incorporació de la Sèrie 28, que incloïa moltes furgonetes de lliurament. El 1935, es va introduir una nova sèrie 30 que, per primera vegada, presentava semblances precises de vehicles específics. Inclouen una ambulància genèrica, una berlina Daimler, una berlina Vauxhall, una berlina Chrysler Airflow i una berlina Rolls-Royce. També es van fabricar berlines i tourers Austin 7 de mida Matchbox més petites. Aproximadament al mateix temps, també es van fabricar i comercialitzar diversos models a França. Llibres d'empreses conegudes van començar a decorar els vehicles comercials.

## Extinció
Els canvis en les relacions econòmiques mundials, i l'ús de mà d'obra més barata en altres països, i el fracàs dels intents de simplificar el procés industrial per fer front a la competència, van provocar el tancament de la famosa fàbrica de Binns Road a Liverpool el novembre de 1979. Com a comparació, Corgi Toys va aconseguir mantenir-se en el negoci fins al 1983. Matchbox va ser adquirida per Universal International de Hong Kong el 1982, posant fi a l'era de les joguines de fosa fabricades al Regne Unit.
La marca "Dinky" va canviar de mans abans d'arribar a Matchbox International Ltd a finals de la dècada de 1980. Durant un temps, alguns productes Matchbox es van vendre sota la marca Dinky. A la dècada de 1980, Matchbox va llançar models de cotxes dels anys 50 i 60 amb la marca "Dinky Collection", que finalment va ser absorbida en una col·lecció temàtica que ofereix Matchbox Collectibles Inc, una filial del "gegant" nord-americà Mattel i, per tant, en endavant., va utilitzar la marca "Dinky" en sèries limitades per a mercats específics. No s'ha llançat cap model de marca "Dinky" a l'"era Mattel" des que la línia "Matchbox Collectibles" va deixar de funcionar l'any 2000.

## Galeria

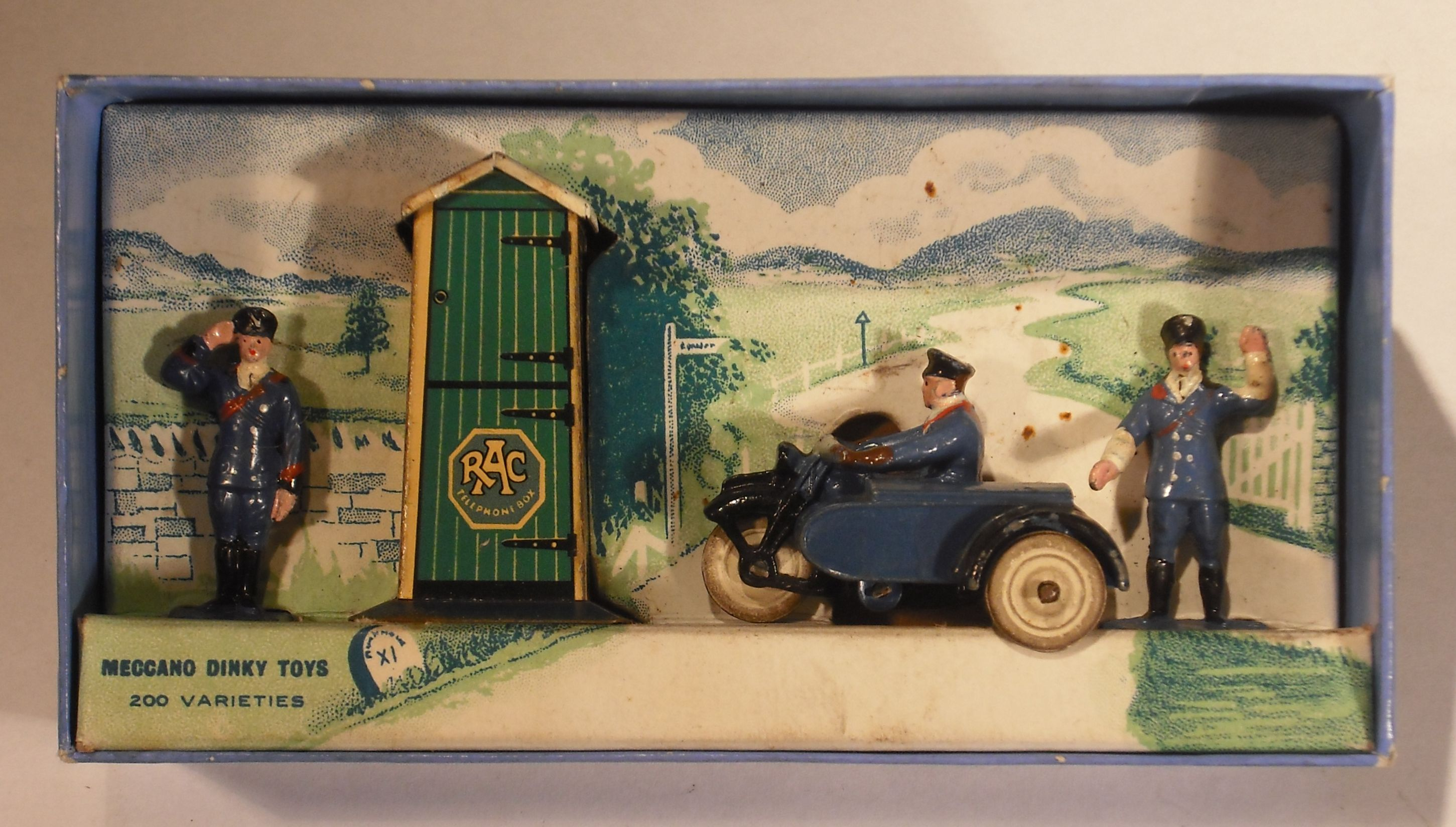
Article núm. 43 de Dinky Toys, amb un cotxe patrulla i una motocicleta a escala O.
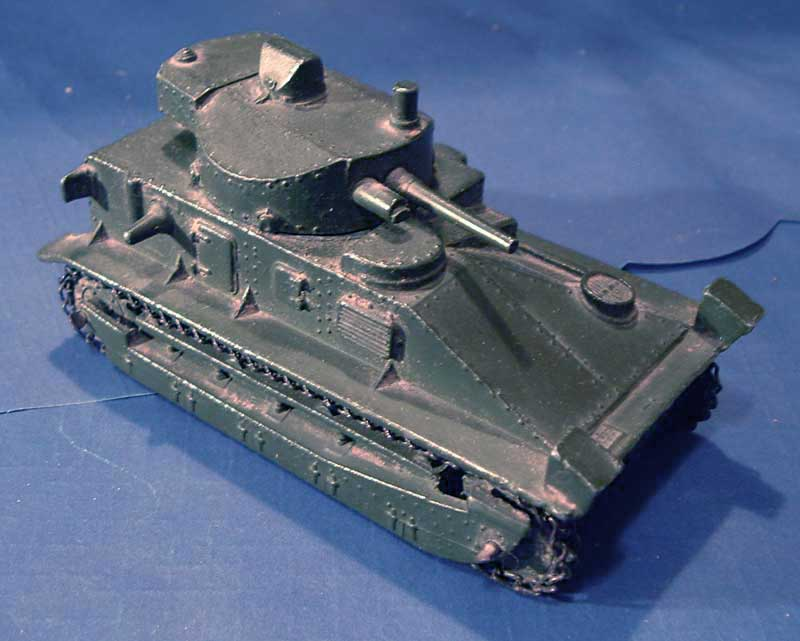
Dinky Toys #151a, un tanc mitjà fabricat entre 1937 i 1941 i re-estrenat el 1947
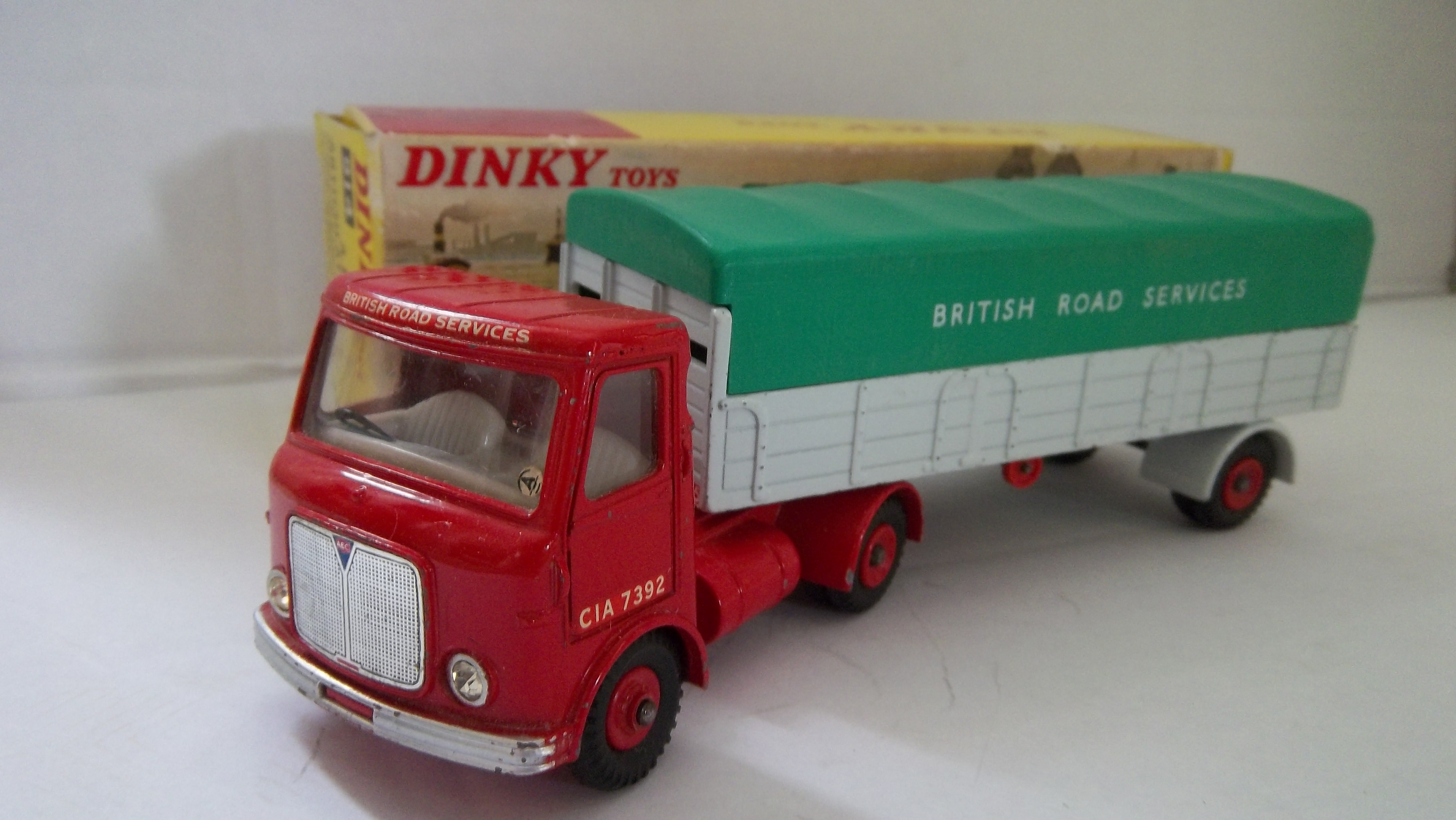
Dinky Toys Item #914, un camió articulat produït entre 1965 i 1970.
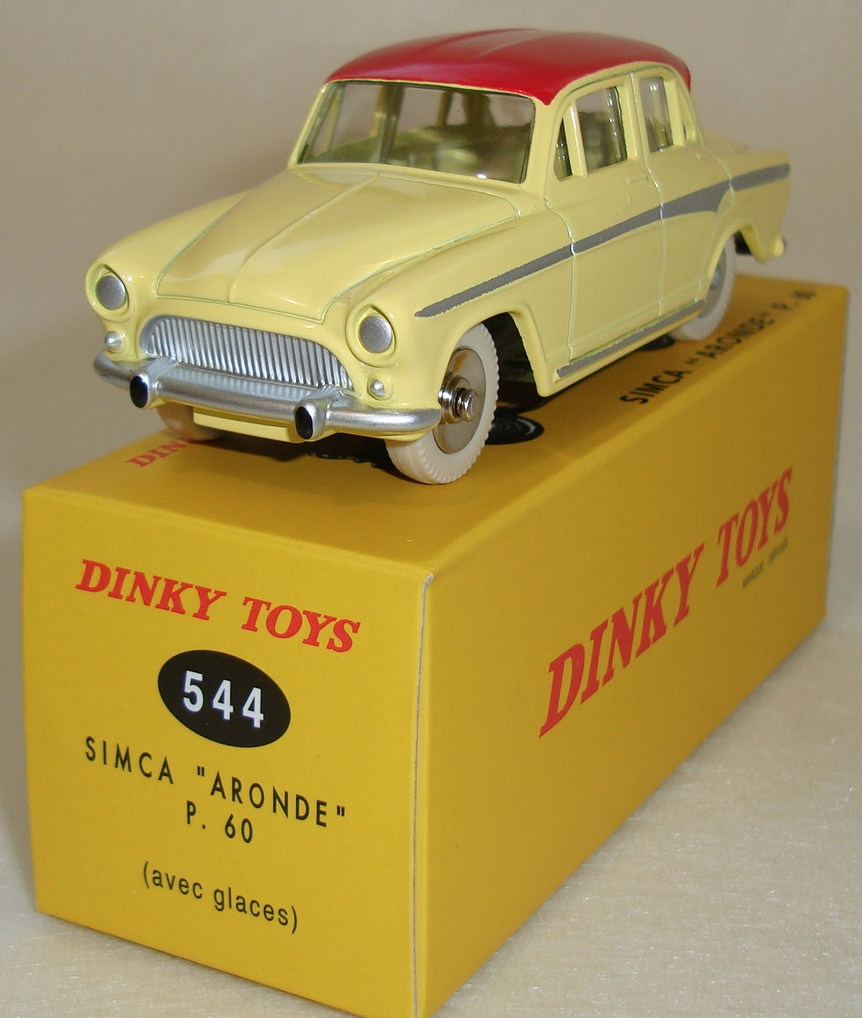
Dinky Toys Nº 192, un DeSoto Fireflite.